# Richard Gill
Pour les articles homonymes, voir Gill.
Richard David Gill (né le 11 septembre 1951) est un mathématicien néerlandais né au Royaume-Uni, qui vit aux Pays-Bas depuis 1974. En tant que théoricien des probabilités et statisticien, Gill est connu pour ses recherches sur les processus de comptage et d'analyse de survie, qui ont paru dans un manuel. Il est titulaire de la chaire de statistique mathématique à l'Université de Leyde. Gill est également connu pour son activité de conseil pro bono et de plaidoyer en faveur des victimes de témoignages statistiques incompétents, dont l'infirmière néerlandaise Lucia de Berk, qui avait été injustement condamnée et emprisonnée pendant six ans.

## Biographie
Il étudie les mathématiques à l'Université de Cambridge de 1970 à 1973, et y poursuit un cursus de statistiques jusqu'en 1974.
Il épouse une néerlandaise, et il part aux Pays-Bas où il travaille de 1974 à 1988, au Mathematical Centre, plus tard rebaptisé Centrum voor Wiskunde en Informatica (CWI), à Amsterdam. En 1979, Gill obtient son doctorat à l'Université libre d'Amsterdam avec une thèse intitulée Censoring and Stochastic Integrals, et supervisée par Jacobus Oosterhoff. Gill passe l'automne 1980, au sein de l'Unité de Recherche Statistique à l'Université de Copenhague. Gill continue à collaborer avec des statisticiens danois et norvégiens pendant dix ans, où il aide à rédiger le livre Statistical models based on counting processes, qui est souvent désigné comme "ABGK" (pour les auteurs Andersen, Borgan, Gill, et Keiding). En 1983, il devient le chef du département de statistique mathématique au CWI.
En 1988, il part pour le département de mathématiques de l'Université d'Utrecht. Gill occupe la chaire de stochastiques mathématiques — cette chaire représente trois sciences mathématiques, la statistique mathématique, la théorie des probabilités, et la recherche opérationnelle. Parmi ses étudiants de doctorat on compte notamment Sara van de Geer et Mark van der Laan.
En 2006, il rejoint le département de mathématiques de l'Université de Leyde, où il occupe la chaire de statistique mathématique. Depuis, il mène des recherches statistiques sur la théorie de l'information quantique et en biostatistique. Il a également travaillé sur l'analyse de survie, les modèles semi-paramétriques (en), la causalité, les données manquantes, l'apprentissage automatique, et les statistiques en analyse d'image. Gill publie également sur les fondations de plusieurs sciences mathématiques : les fondations des statistiques (en), des probabilités, des mathématiques et de la physique quantique.

## Plaidoyer statistique contre des condamnations injustifiées
Au cours des dernières années, il a milité pour que soient rejugés Lucia de Berk et Kevin Sweeney (en). L'infirmière Lucia de Berk a été condamnée à la prison à vie, après qu'un psychologue judiciaire a donné un témoignage selon lequel il y a de fortes chances pour que de Berk ait commis une série de meurtres
« Il a été dit à la cour par le Dr Henk Elffers du Netherlands Institute for the Study of Crime and Law Enforcement, qu'une proportion plus importante d'enfants ont péri durant ses temps de travail qu'il n'est possible par le seul hasard. Il estime les chances que sa présence soit une simple coïncidence à une sur 342 millions, un chiffre qui semble avoir rendu la cour aveugle à toute explication alternative de ces morts. »
. Il a par la suite été montré par des statisticiens professionnels, notamment Gill, que ce témoignage statistique était fallacieux. La poursuite de l'examen a montré que les données ont également été recueillies à l'appui de la condamnation de Berk par le procureur, ce qui invalidait le témoignage pseudo-statistique,,

"La conduite de l'affaire, selon le rapport du Professeur Gill, a été extraordinaire. Convaincus qu'elle était coupable, la police et les responsables du Juliana Children's Hospital ont assemblé un dossier dans lequel il semblait que chaque mort soit devenue suspecte dès lors qu'elle s'est produite pendant ou après une garde dans lequel elle avait travaillé. Pour l'un des meurtres présumés, il a été établi en appel, qu'elle n'avait même pas été à l'hôpital pendant trois jours autour du décès. À l'aide de plusieurs méthodes statistiques appropriées, les probabilités sont passées de une sur 342 millions à une sur 48. Une analyse plus détaillée par le Professeur Gill réduit encore plus les chances à une sur neuf."

. Le professeur Gill a contribué à la campagne pour qu'un nouveau procès ait lieu. Par conséquent, un nouveau procès a été ordonné, et de Berk a été jugée non coupable et a reçu des excuses publiques du gouvernement néerlandais, avec une compensation financière (d'un montant inconnu), pour ses six années d'incarcération,.

## Prix et distinctions
Richard Gill est membre de l'Académie royale néerlandaise des arts et des sciences. Il est un ancien président de The Netherlands Society for Statistics and Operations Research (en), qui publie le journal Statistica Neerlandica. Gill a été sélectionné comme le Distinguished Lorentz Fellow 2010-2011 par le Netherlands Institute for Advanced Study (en).